# Жаганське князівство
Жаганське князівство (пол. Księstwo Żagańskie, чеськ. Zaháňské knížectví) або Заганське герцогство (нім. Herzogtum Sagan) — князівство (герцогство) у Нижній Сілезії з центром у Загані (сучасна Жагань, Польща), що існувало у 1274—1549 роках. Інкорпороване до Богемського королівства.

## Назва
- Жаганське князівство (пол. księstwo Żagańskie, чеськ. Zaháňské knížectví) — польська і чеська назви.
- Заганське герцогство (нім. Herzogtum Sagan) — німецька назва.

## Історія
З 1304 по 1475 роки Жаганське і Глогувське князівства були володінням однієї з молодших гілок будинку П'ястів. В 1475 році, не маючи нащадків чоловічої статі, останній князь (герцог) Жаганський продав князівство курфюрсту Саксонському, нащадки якого уступили його в 1549 р. Габсбургам.
У 1627 р. власником Жагані стає імперський полководець Альбрехт Валленштейн, який запросив до свого двору видатного німецького філософа, математика і астронома Йоганна Кеплера. Після загибелі Валленштейна у Жагані (в 1646 р.) з'являється новий власник — князь Лобковіч, що подібно своєму попередникові іменував себе князем Жаганським (або на німецький манер герцогом Заганським).
Від спадкоємців Лобковіча, які збудували у французькому стилі Жаганський палац, герцогство було придбано у 1786 р. герцогом Петром Курляндським (сином Бірона) з успадкуванням по чоловічій лінії, і з правом передачі найближчій жінці-родичці після смерті останнього чоловіка в роду.
Хоча у Петра був брат (законний спадкоємець герцогства), після смерті Петра в 1800 р. Жагань була передана його старшій доньці від шлюбу з Доротея фон Медем — Вільгельміні. Вона називала себе герцогинею Заганською, але титул цей не мав офіційного обґрунтування до 1845 року, коли король Пруссії як феодальний сюзерен Загану визнав його власників герцогами.
Після смерті Вільгельміни та її сестри титул перейшов до нащадків останньої, що належав до французького дворянського роду Талейранів-Перігорів (згас у 1951 році). У Франції герцогський титул Талейранів-Заганських був визнаний Наполеоном III.

## Герцогині
Бірони
- 1781—1839: Вільгельміна фон Бірон
- 1839—1844: Пауліна фон Бірон
- 1845—1862: Доротея фон Бірон